# جوليس رينارد
جوليس رينارد (بالفرنسية: Jules Renard)‏ هو مؤلف وكاتب مسرحي فرنسي، ولد في 1813 في باريس في فرنسا، وتوفي في 5 فبراير 1877 في سيفر في فرنسا.